# Hort

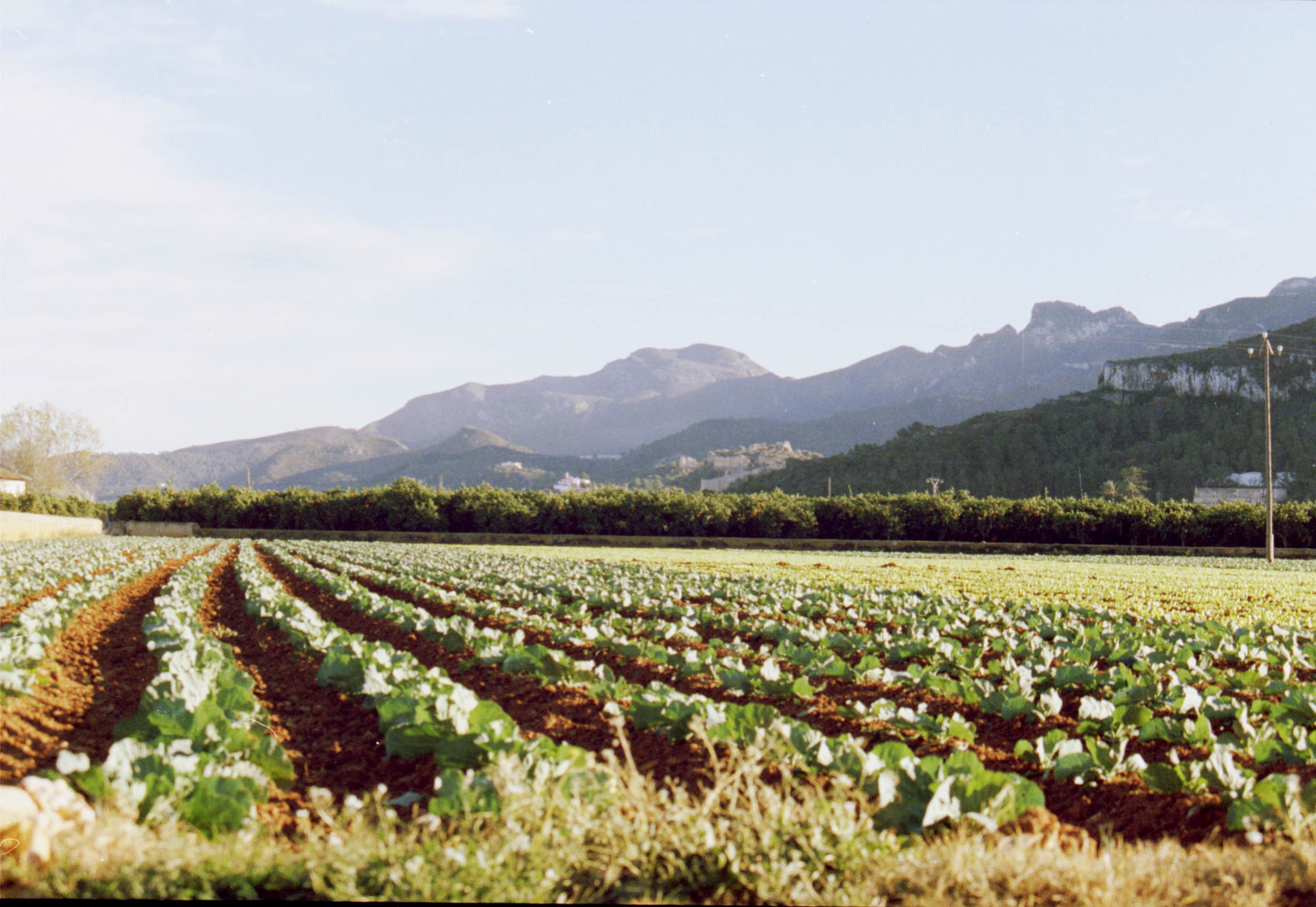
Una horta a Benicull, Ribera Baixa al País Valencià.

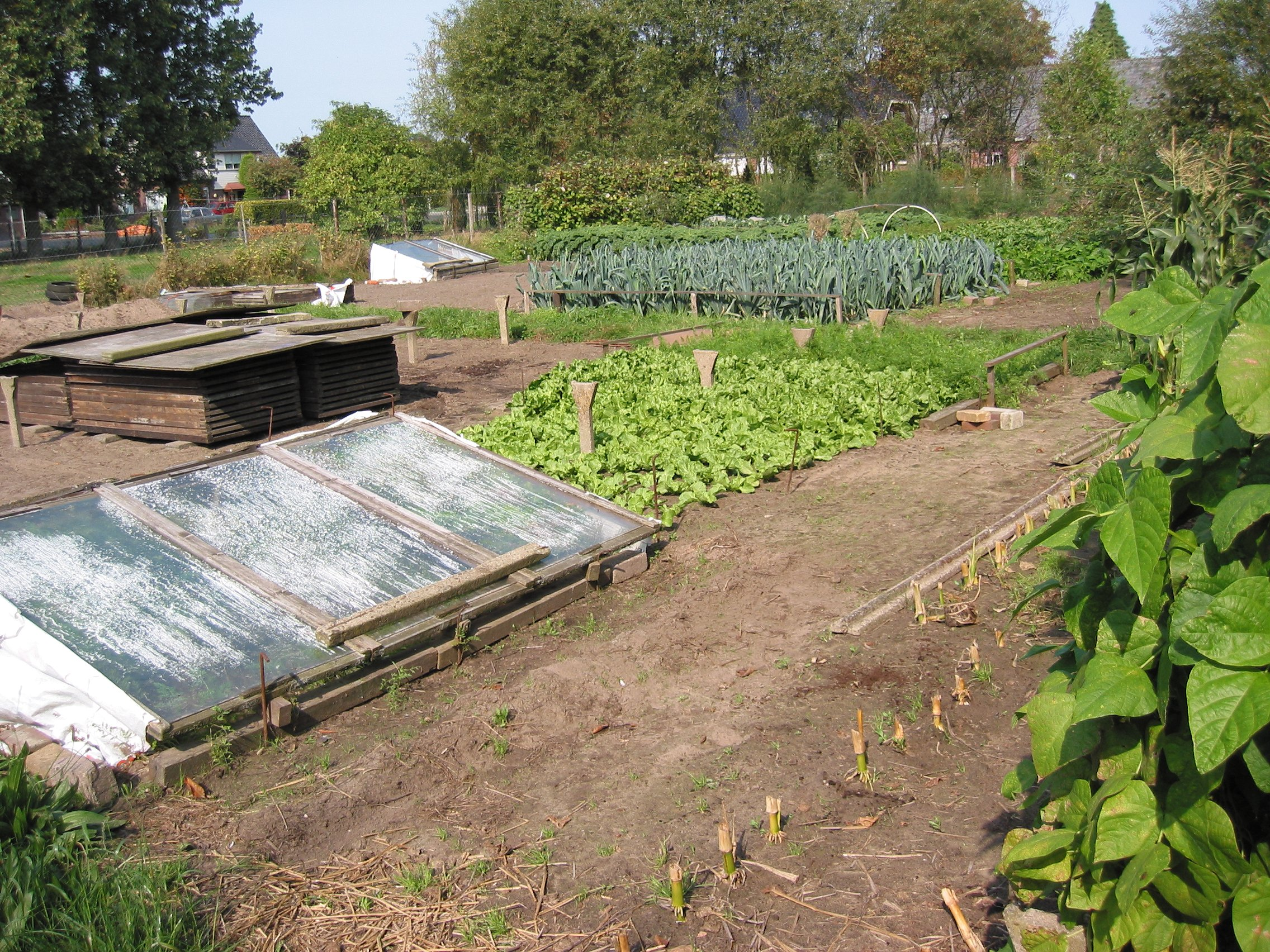
un hort amb caixoneres

Un hort (del llatí: hortus = jardí) és un terreny conreat de regadiu de dimensions relativament reduïdes dedicat especialment al conreu d'hortalisses. Quan l'hort depassa unes certes dimensions, no especificades, s'anomena horta que es defineix com una extensió de terra de regadiu regular amb aigües derivades de riu, subterrànies o dessalinitzades dedicada al conreu d'hortalisses, als arbres fruiters (anomenat en aquest cas un verger), a les plantes industrials (en general tèxtils) o al farratge.

## Característiques bàsiques
Horts i hortes es caracteritzen també pel fet de ser un exemple clar d'agricultura intensiva
La terra d'hort tradicional té més matèria orgànica (que es troba generalment entre el 3 i el 10%), gràcies als fems i adobs verds que la terra campa i està més intensament llaurada. En els llocs amb un clima prou temperat la terra de l'hort sempre està ocupada per alguna planta a través de la rotació de conreus. El reg no es fa a manta sinó per solcs, aspersió, goteig, cinta exsudant o en els casos d'horts de mida molt petita amb mànega o regadores. En els horts petits la mecanització és feble, com a màxim es llaura amb un motocultor, però en les hortes dels països desenvolupats és intensa.
Les tècniques de forçat de les produccions (obtenir aliments fora de temporada) estan desenvolupades en els horts des de fa centenars d'anys. Deixant de banda el cas dels hivernacles es fan servir, entre altres tècniques, túnels de plàstics i, ja en decadència, les més tradicionals caixoneres de vidre.
Els horts es conreen amb agricultura convencional (amb agroquímics), agricultura integrada o ecològica. Aquesta darrera tècnica en superfícies de mida petita pot competir amb més avantatge amb els altres tipus d'agricultura, ja que les tècniques alternatives de control de plagues i malalties que utilitza tenen així un major rendiment econòmic.

## Hort familiar

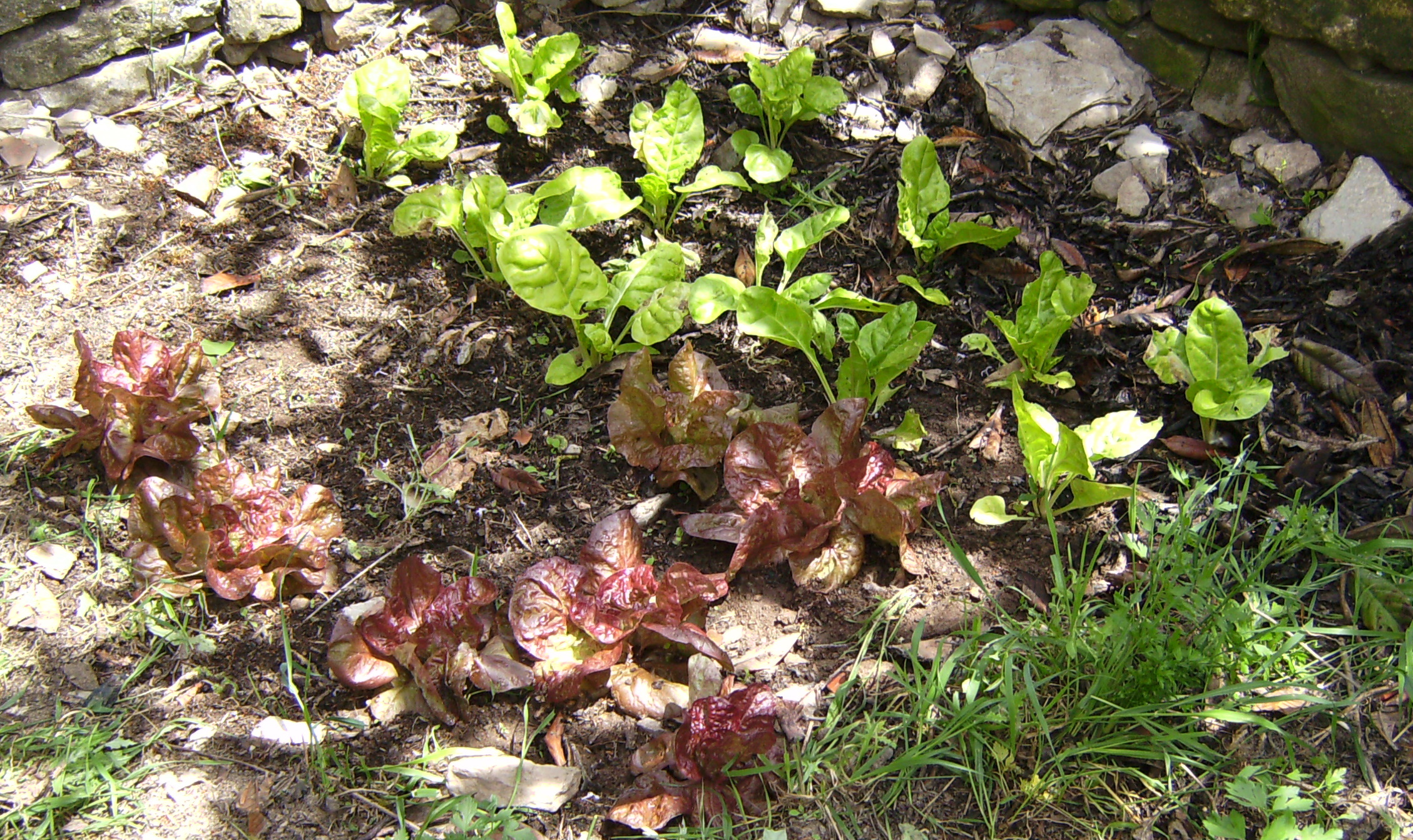
Hort familiar amb enciams vermells i bledes verdes a Castelltallat

L'hort familiar acostuma a ésser una part complementària d'una explotació agrícola o ramadera si bé també es consideren horts familiars els que menen persones que són afeccionats a l'agricultura i sense cap tipus d'explotació agrícola connectada. Aquests tipus d'hort es dedica a l'autoconsum i si hi ha comercialització dels productes aquesta és irregular i de menor importància. Fins i tot es pot donar el cas que, a causa de la petita escala amb què s'opera, siguin horts deficitaris econòmicament.

## Hort escolar
L'hort escolar té un caràcter educatiu especialment per als infants de menor edat. Generalment es construeix en un terreny molt a prop de l'escola que tingui un sòl adequat o sobre terreny construït (asfaltat, encimentat, etc.) amb terra o substrat afegit. Es reguen amb aigua potable de l'aixeta.

## Hort urbà

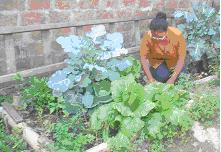
Hort urbà en un barri marginal de Guayaquil

Es coneixen com a horts urbans els horts situats dins les ciutats, en aquest cas poden ser petites parcel·les, a plena terra, de propietat municipal que s'arrenden individualment i formen una xarxa (com passa a ciutats com Barcelona). També ho són les iniciatives públiques i privades que en països en desenvolupament es promouen per a les famílies d'escassos recursos econòmics que habitualment tenen els horts dins la seva pròpia casa. Un concepte comercial d'hort urbà es refereix a les tècniques amb un substrat i reg gota a gota a dins de contenidors adequats ubicats en algun lloc amb prou sol dins les cases.
A més de tenir propòsits productius, té un contingut educatiu i comunitari, ajuda a enfortir la integració i el treball en equip, promovent així les relacions dintre la mateixa comunitat.